# 圖多羅韋湖
46°27′51.3″N 30°04′10.4″E / 46.464250°N 30.069556°E
圖多羅韋湖（烏克蘭語：Тудорове），是烏克蘭的湖泊，位於該國西南部敖德薩州，長3公里、寬1.5公里，面積4.5平方公里，最大水深1米，湖水經圖倫丘克河注入。